# 亞魯帕克山
10°28′08″S 76°46′26″W / 10.469014°S 76.773826°W
亞魯帕克山（Yarupac），是秘魯的山峰，位於該國中部，由瓦努科大區和利馬大區負責管轄，屬於安地斯山脈中勞拉山脈的一部分，海拔高度5,685米。